# Diyego Malaniya
Diyego Tengizovich Malaniya (tiếng Nga: Диего Тенгизович Малания; sinh ngày 11 tháng 2 năm 1991) là một cầu thủ bóng đá người Nga. Anh thi đấu cho FSK Dolgoprudny.